# Kyotographie
Kyotographie (яп. きょうとぐらふぃー、京都国際写真祭) — міжнародний фестиваль фотографії, який проходить щорічно починаючи з 2013 року в Кіото (Японія) у весняний сезон протягом трьох тижнів.
Фестиваль, створений за зразком найбільшого в світі фотофестивалю Les Rencontres d'Arles, працює з фотографією в різних постановках. Цінні колекції фотографій та робіт всесвітньо відомих художників виставлені в елегантних історичних будівлях, а також у сучасних архітектурних приміщеннях. Деякі шоу показують роботи традиційних ремісників, а інші висвітлюють співпрацю з найсучаснішими технологіями. 
Фестиваль бере свій початок у 2013 році за ідеєю фотографів Люсіль Рейбоз і Юсуке Наканіші, які оселилися в Кіото після катастрофи на Фукусімі. Їх надихнули Arles Photography Meetings
Фестиваль супроводжується позафестивальним фестивалем KG+, який пропонує стипендії молодим фотографам, обраним за конкурсом5.
У 2023 році фестиваль додав музичну частину «Kyotophonie».